# Timotej Jambor
Timotej Jambor (Svit, 4 aprile 2003) è un calciatore slovacco, attaccante del Rapid Bucarest.

## Carriera

### Club
Ha giocato nella prima divisione slovacca ed in quella rumena.

### Nazionale
Ha giocato in tutte le selezioni giovanili nazionali: Under-17, Under-18, Under-19 e Under-20.       
L'11 maggio 2023, è stato incluso dal selezionatore Albert Rusnák nella lista dei convocati della nazionale Under-20 partecipante al Mondiale di categoria in Argentina.
Nel dicembre del 2022 il commissario tecnico della nazionale maggiore, Francesco Calzona, lo convoca nello stage riservato ai migliori giovani talenti di interesse nazionale.

## Statistiche

### Presenze e reti nei club
Statistiche aggiornate al 2 luglio 2025.
| Stagione        | Squadra         | Campionato      | Campionato | Campionato | Coppe nazionali | Coppe nazionali | Coppe nazionali | Coppe europee | Coppe europee | Coppe europee | Altre coppe | Altre coppe | Altre coppe | Totale | Totale |
| Stagione        | Squadra         | Comp            | Pres       | Reti       | Comp            | Pres            | Reti            | Comp          | Pres          | Reti          | Comp        | Pres        | Reti        | Pres   | Reti   |
| --------------- | --------------- | --------------- | ---------- | ---------- | --------------- | --------------- | --------------- | ------------- | ------------- | ------------- | ----------- | ----------- | ----------- | ------ | ------ |
| 2020-2021       | Žilina          | SL              | 4          | 1          | CS              | 1               | 0               | -             | -             | -             | -           | -           | -           | 5      | 1      |
| 2021-2022       | Žilina          | SL              | 21         | 4          | CS              | 1               | 0               | UECL          | 4             | 0             | -           | -           | -           | 26     | 4      |
| 2022-2023       | Žilina          | SL              | 26         | 8          | CS              | 1               | 0               | -             | -             | -             | -           | -           | -           | 27     | 8      |
| 2023-2024       | Žilina          | SL              | 25         | 6          | CS              | 3               | 2               | UECL          | 4             | 0             | -           | -           | -           | 32     | 8      |
| 2024-gen. 2025  | Rapid Bucarest  | L1              | 10         | 0          | CR              | 1               | 0               |               | -             | -             | -           | -           | -           | 11     | 0      |
| gen.-lug. 2025  | Žilina          | SL              | 11         | 1          | CS              | 1               | 0               |               | -             | -             | -           | -           | -           | 12     | 1      |
| Totale Žilina   | Totale Žilina   | Totale Žilina   | 87         | 20         |                 | 7               | 2               |               | 8             | 0             |             | -           | -           | 102    | 22     |
| 2025-2026       | Rapid Bucarest  | L1              | -          | -          | CR              | -               | -               | -             | -             | -             | -           | -           | -           | -      | -      |
| Totale carriera | Totale carriera | Totale carriera | 97         | 20         |                 | 8               | 2               |               | 8             | 0             |             | -           | -           | 113    | 22     |